# Харчові жири
Харчові жири — рослинні, тваринні чи гідрогенізовані жири, а також їх композиції, використовувані в смаженні, випічці та інших видах приготування їжі.

## Види харчових жирів та їх характеристики

### Синтетичні жири
Див.також: Трансжири
В Україні широке розповсюдження має така класифікація збірних чи гідрогенізованих жирів, коли згадані жири класифікують як «кулінарні жири». Така класифікація вимагає перегляду її, оскільки термін «кулінарія» означає «приготування їжі», і тому придатними до їжі є не лише збірні жири, збірні жирові композиції та гідрогенізовані жири.

#### Кулінарні жири
Кулінарні жири являють собою безводну суміш саломасу з рафінованими рідкими рослинними оліями і топленими тваринними жирами (яловичим, баранячим, свинячим). Відмінністю кулінарних жирів від маргаринів є те, що перші майже не містять у своєму складі води. Як наповнювачі використовують вітамін А, барвники, антиокислювачі, фосфатиди та інші речовини.
Кулінарні й кондитерські жири містять 99,7 % жиру і 0,3 % води. Температура плавлення жирів — 28-36 °C, засвоюваність — 96,5 %. Харчова цінність кулінарних жирів невисока, оскільки вони майже не містять поліненасичених жирних кислот, дуже бідні на вітаміни та інші біологічно-активні речовини, а деякі з них (ті, що у своєму складі мають тваринні жири) містять холестерол (холестерин).
Енергетична цінність 100 г жирів — 897 кКал, або 3758 кДж.
Залежно від складу і призначення, випускають такі види кулінарних жирів: сало рослинне (рослинний саломас, рослинна олія — 15-25 %), гідрожир, жири Український, Білоруський, фритюрний, інші — для пасерування овочів, смаження м'яса і риби.
Слід пам'ятати, що небезпечною є довгогріта олія та кулінарні жири, в яких після смаження страв утворюються вторинні високотоксичні продукти окислення: альдегіди, кетони, оксикислоти. Циклічні жирні кислоти нагрітої олії мають канцерогенні властивості. Продукти окислення олії частково переходять у страви.

#### Жир фритюрний
Жир фритюрний (рослинний саломас) — це суміш саломасу з рослинних олій (55-85 %) з рідкими рослинними оліями (15-45 %). Згідно з рецептурою, до складу цього жиру може входити бавовниковий пальмітин (до 20 %), що являє собою тверду фракцію рафінованої дезодорованої бавовняної олії, але останнім часом в Україні її нема і тому до рецептур її не включають.
Жир фритюрний, сало рослинне, Український жир використовують для смаження у фритюрі пиріжків, пончиків, оскільки вони стійкі до дії високих температур.

#### Жир «Український»
Жир «Український» — рослинний і тваринний саломас, рослинна олія — 20-25 %, свинячий топлений жир — 15-30 %.

#### Жир «Білоруський»
Жир «Білоруський» — суміш саломасів, рідких рослинних олій та топленого яловичого жиру (до 35 %).

#### Жир «Східний»
Жир «Східний» — відрізняється від кулінарних жирів «Український» та «Білоруський» тим, що як тваринний жир використовують топлений баранячий жир.

#### Кондитерські жири
До складу кондитерських жирів входять тугоплавкі саломаси і саломаси з високою твердістю, рослинні тверді жири (кокосова та пальмова олія), рідкі рослинні олії. Існують такі кондитерські жири: для печива, для шоколадних виробів, цукерок та харчових концентратів; для вафельних та прохолоджувальних начинок.
- жир для вафель (рослинний саломас, кокосова або пальмоядрова олія — 20-40 %);[2]
- жир для кексів (саломас з бавовняної та рослинної олії — 80 %).[2]
- жир для печива (рослинний саломас, топлений свинячий жир — 12 %, топлений яловичий жир — 12 %, фосфатидний концентрат);[2]

В Україні кондитерські жири навіть цього бідного асортименту виробляються нерегулярно і в не дуже великих обсягах, внаслідок чого підприємства кондитерської промисловості України користуються жирами, що їх пропонують іноземні виробники серед яких:
- «Орхус ойле» (Aarhus Olie, Данія) займає провідне місце на цьому ринку.
- Бельгійсько-японська фірма «Вамо-Фуджі» — виробляє досить значні обсяги жирів для країн СНД;
- «Юнілівер» (США та її філіали в Європі) і багато інших фірм.

Найбільшим постачальником жирів на ринок України є «BEARS Company». Багато жирів постачає також фірма «Trilini International».

#### Стандарти. Колір. Консистенція
Кулінарні й кондитерські жири, згідно з чинними стандартами, на ґатунки не поділяються. Колір залежно від виду жиру — від білого (кулінарні жири) до світло-жовтого (кондитерські), рівномірний по всій масі.
Консистенція жирів при 20 °C однорідна, тверда або пастоподібна, допускається пластична (для вафель). У розтопленому стані всі жири повинні бути прозорими.
Для найкращих закордонних жирів перекисне число не перевищує 1 ммоль ½О/кг, а досить часто цей показник лежить у межах 0,1–0,3 ммоль ½О/кг.
Фізико-хімічні показники кулінарних жирів регламентуються ГОСТ 28414-89 і для кулінарних жирів, крім вже наведених вмісту жиру та вологості, визначені тільки кислотне число, температура плавлення та масова доля нікелю. Кислотне число, яке для фритюрного жиру і сала рослинного не повинно перевищувати 0,5 мг КОН/г, а для інших жирів — 0,8 мг КОН/г непрямо вказує на глибину процесу псування жирів, на якість рафінації його компонентів. В кулінарних жирах, до складу яких входять тваринні жири, кислотне число яких більше ніж в інших, тому що тваринні жири вищої якості не рафінують, а кислотне число їх більше ніж рафінованих саломасів. Вміст нікелю, який потрапляє в ці жири в процесі каталітичного гідрування, суворо обмежується, бо він належить до важких металів і негативно впливає на стан здоров'я людини.

#### Зберігання
Недоліками жирів цієї групи є гіркуватий нечистий присмак, забруднення продукту. Зберігають жири при температурі 4 °C, відносній вологості повітря 80 % протягом 4 місяців. Жири стійкі до різних видів псування: не схильні до гідролітичного псування (через незначну кількість води в їхньому складі), значно перевищують рослинні олії в стійкості до окислювального псування.
Гарантований термін зберігання кулінарних жирів, згідно з ГОСТом, у залежності від температури такий: при температурі -20–0 °C строк зберігання 6 місяців; при температурі 1-4 °C — 4 місяці; при температурі 4-10 °C — 2 місяці; при температурі 10-15 °C — 1 місяць.